# Ramón Campos
Ramón F. Campos jr., detto Ramoncito (Iloilo, 31 gennaio 1925 – 29 maggio 2017), è stato un cestista filippino.
Disputò tre edizioni dei Giochi olimpici.